# Dragutin Rucner
Dragutin Rucner (Zagreb, 9. ožujka 1910. – Zagreb, 8. ožujka 1996.) bio je hrvatski ornitolog. Najznačajniji je po svome radu u Ornitološkom zavodu (danas Zavod za ornitologiju u sklopu HAZU-a) u Zagrebu na čijem je čelu bio od 1952. do 1970. Osnovao je ornitološku zbirku u Metkoviću te je prikupio veći dio znanstvene ornitološke zbirke Ornitološkoga zavoda. Dio njegovog istraživačkog rada postumno je objavljen u knjizi "Ptice hrvatske obale Jadrana".